# Dobrodan-Gletscher
Der Dobrodan-Gletscher (bulgarisch Ледник Добродан Lednik Dobrodan) ist ein 3,4 km langer und 1,2 km breiter Gletscher auf Clarence Island im Archipel der Südlichen Shetlandinseln. Er fließt von den Hängen des Mount Irving und des Duclos-Guyot Bluff auf der Westseite des Urda Ridge südlich des Highton-Gletschers in nordwestlicher Richtung zum Südlichen Ozean, den er südlich des Lebed Point erreicht.
Britische Wissenschaftler kartierten ihn 1972 und 2009. Die bulgarische Kommission für Antarktische Geographische Namen benannte ihn 2014 nach der Ortschaft Dobrodan im Norden Bulgariens.